# علي جابر (داعية)
الشيخ علي صالح محمد علي جابر (3 فبراير 1976 في المدينة المنورة في السعوديّة - 14 يناير 2021 في جاكرتا في إندونيسيا) داعية ورجل دين من أصل حضرمي يمني يحمل الجنسية الاندونيسية ، وكان أحد أعضاء لجنة تحكيم برنامج حافظ إندونيسيا.

## نشأته وحياته
ولد الشيخ علي في المدينة المنورة في المملكة العربية السعودية، وأتم حفظ القرآن الكريم في سن العاشرة، وفي سن الـ«13» بدأ بإمامة التراويح، وتتلمذ على يد عدد من المشايخ، منهم: الشيخ خليل عبد الرحمن أستاذ الأئمة، والشيخ محمد رمضان الدهلوي، والشيخ أبو الزناد عبد التواب، وحصل على إجازة برواية حفص عن عاصم، كما التحق بدورات عملية في التوحيد والفقه والحديث والتفسير لدى علماء مكة المكرمة والمدينة المنورة والرياض والقصيم والمنطقة الشرقية.
زار إندونيسيا عام 2008، لإمامة صلاة التراويح في مسجد سوندا كلابا وسط جاكرتا، كما قدم بعض البرامج التلفزيونية على القنوات الإندونيسية، إضافة إلى برامج سنوية موسمية لمسابقات القرآن الكريم للأطفال، كما قام بجولات إلى سلطنة بروناي دار السلام وسنغافورة وماليزيا وتايلاند وهونغ كونغ وتايوان.

## الجنسية الإندونيسية وعمله الدعوي
منحه الرئيس الإندونيسي الأسبق سوسيلو بامبانغ يوديونو الجنسية الإندونيسية في أواخر عام 2011، ويُصنف إعلاميا وجماهيريا ضمن الدعاة الخمسة الأشهر في البلاد، إلى جانب عبد الصمد باتوبارا وعبد الله غمنستيار والحبيب رزق شهاب ويوسف منصور وبختيار ناصر، قام بجولات دعوية في مختلف المحافظات والأرياف البعيدة والنائية في إندونيسيا، كما اهتم بشكل خاص بتعليم المكفوفين ورعايتهم، حيث أطلق حملة واسعة لتوزيع القرآن الكريم بلغة برايل الخاص بالمكفوفين.

## تعرضه للاغتيال
تعرض لمحاولة اغتيال في إقليم لامبونغ، حيث هاجمه شخص في 13 سبتمبر 2020 محاولا طعنه أثناء محاضرة له في إندونيسيا، وأُلقي القبض على الجاني مباشرة.

## وفاته
توفي الشيخ علي في يوم الخميس 14 يناير 2021 ميلاديّا، الموافق 1 جُمادى الآخرة 1442 هجريّا عن عمر ناهز 44 عامًا، متأثرًا بإصابته بمرض فيروس كورونا، ودفن في معهد دار القرآن في محافظة تانغرانغ جنوب غرب العاصمة الإندونيسية جاكرتا.